# Grémonville
Grémonville ist eine französische Gemeinde mit 447 Einwohnern (Stand: 1. Januar 2022) im Département Seine-Maritime in der Region Normandie. Die Gemeinde gehört zum Arrondissement Rouen und zum Kanton Yvetot. Die Bewohner werden Grémonvillais und Grémonvillaises genannt.

## Geografie
Grémonville liegt im Zentrum des Départements, etwa 31 Kilometer nordwestlich von Rouen. Nachbargemeinden von Grémonville sind Yvecrique im Norden und Nordwesten, Amfreville-les-Champs im Norden, Criquetot-sur-Ouville im Osten und Nordosten, Motteville im Südosten, Flamanville im Süden, Ectot-lès-Baons im Südwesten sowie Étoutteville im Westen.

## Bevölkerungsentwicklung

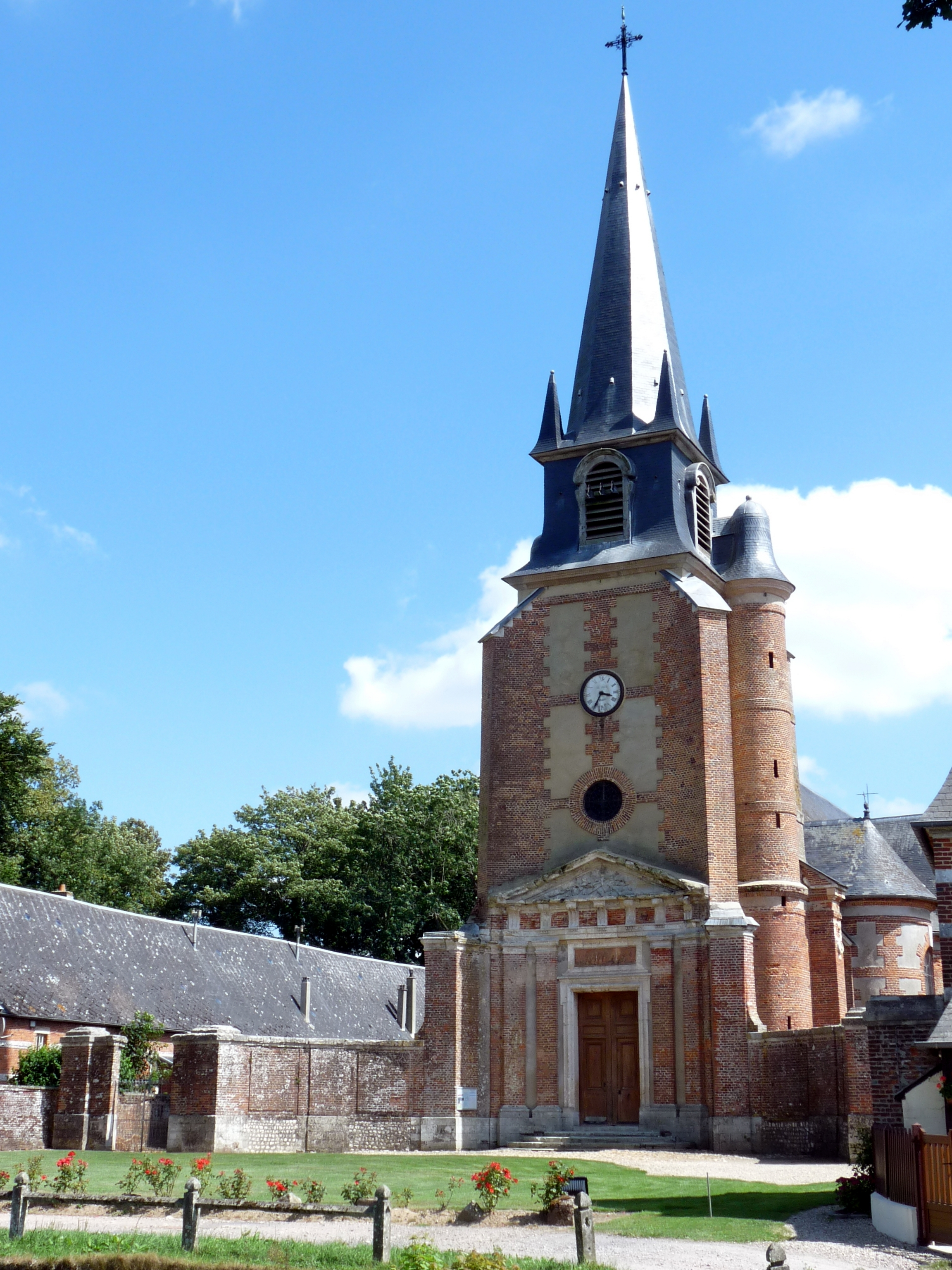
Pfarrkirche Saint-Pierre-et-Saint-Paul

| Jahr                       | 1962 | 1968 | 1975 | 1982 | 1990 | 1999 | 2006 | 2013 | 2020 |
| Einwohner                  | 303  | 333  | 346  | 401  | 452  | 393  | 390  | 416  | 450  |
| Quellen: Cassini und INSEE |      |      |      |      |      |      |      |      |      |

## Sehenswürdigkeiten
- Die Pfarrkirche Saint-Pierre-et-Saint-Paul, ein Werk des Architekten Charles Thibault aus Rouen, wurde von 1774 bis 1777 erbaut (1777 geweiht). Das Gebäude besteht aus Feuerstein und Bruchstein, der mit Mörtel zwischen Pfählen, Pilastern und der Umrahmung der Fensteröffnungen mit Ziegelstein überzogen ist. Die Kirche verfügt über einen Glockenturm mit Vorhalle und einer schiefergedeckten Turmspitze, ein Kirchenschiff mit großen Fenstern, ein Querschiff und einen Chor, der in einer Apsiskalotte endet. Das Gebäude hat ein Tonnengewölbe und ist durch gegen die Wände gelehnte Pilaster in mehrere Joche unterteilt. Die Kirche ist seit 1988 als Monument historique klassifiziert.
- Weder der Ursprung des Namens Saint-Blaise-de-Luy noch das Gründungsdatum des Priorats der Benediktiner in Le Gal ist bekannt, das zur Abtei Thiron (Département Eure-et-Loir) gehörte. Außer einem Schloss aus dem 18. Jahrhundert sind nur noch wenige Wirtschaftsgebäude erhalten. Im 19. Jahrhundert wurde die Kapelle Saint-Blaise im romanischen Stil neu gebaut.
- Das Wohngebäude des Schlosses mit Park, Nebengebäuden, Taubenschlag, Brotofen und Brunnen wurde gegen 1614 erbaut. Der 1. Stock und das Dachgeschoss wurden im 20. Jahrhundert durch einen Brand zerstört.
- Im 13. Jahrhundert besaß die Abtei Saint-Ouen in Rouen ein Herrenhaus mit Kapelle in Grémonville. Möglicherweise handelt es sich um die im 17. Jahrhundert erwähnte Siedlung im Weiler Bois-Tillant. Unter anderem ist die Kapelle verschwunden. Die vorhandenen Ställe tragen die Jahreszahl 1667.